# Acacia deficiens
Acacia deficiens é uma espécie de leguminosa do gênero Acacia, pertencente à família Fabaceae.